# Museu Casa de Anita

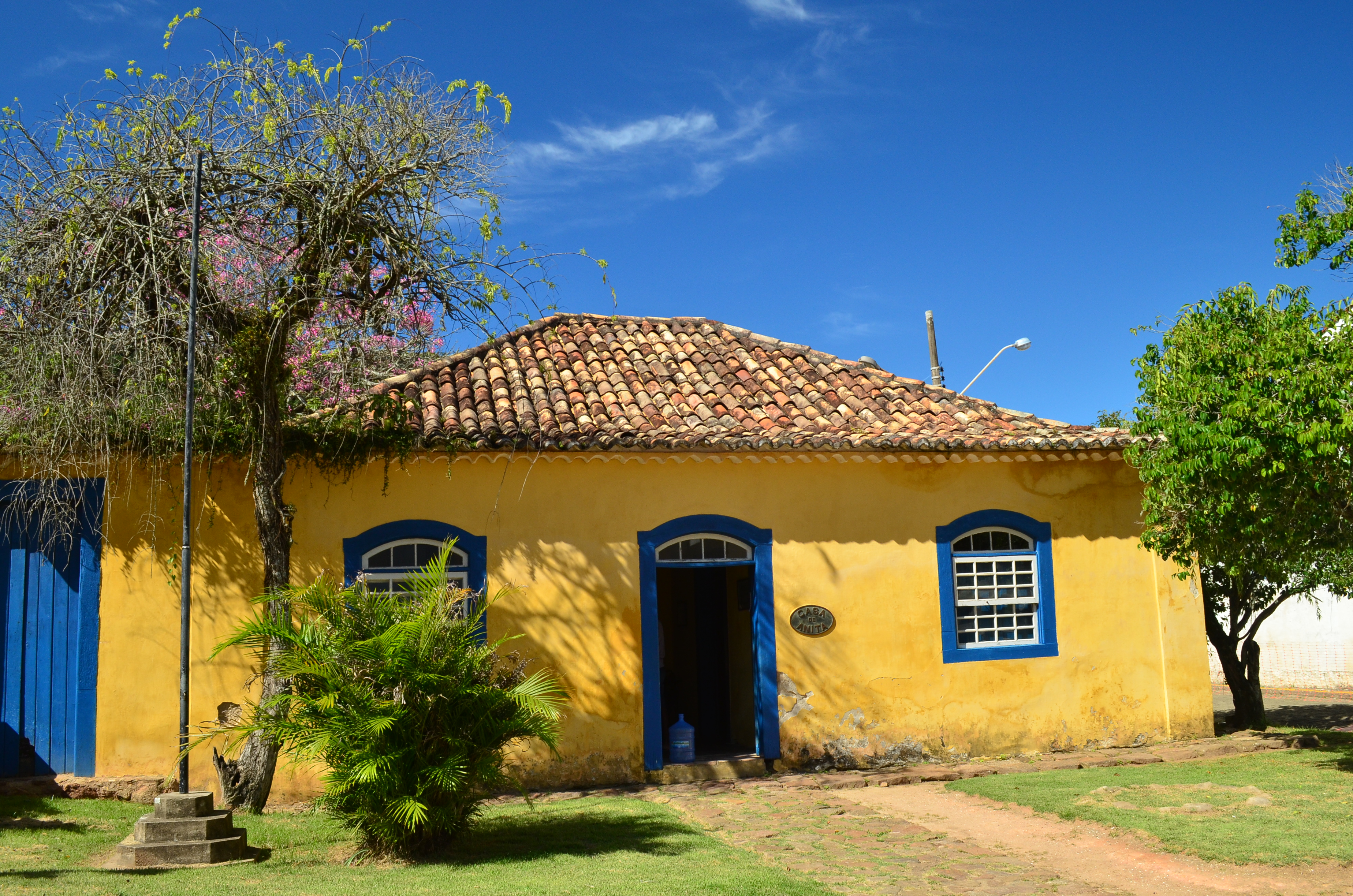
Museu Casa de Anita, Laguna, Brasil

O Museu Casa de Anita é um museu existente da cidade brasileira de Laguna, no sul do estado de Santa Catarina. Trata-se de uma edificação datada de 1711 onde Anita Garibaldi, já no ano de 1835, vestiu-se para o seu primeiro casamento com o sapateiro Manoel Duarte de Aguiar. A edificação foi restaurada na década de 1970 e transformada em relicário histórico.

## Acervo
O museu resgata a trajetória de Anita, seu romance com Giuseppe Garibaldi e apresenta, além de móveis da época e utensílios pessoais, uma urna com a terra da sepultura da heroína e o mastro do navio “Seival”, uma das embarcações transportadas por Giuseppe Garibaldi desde o interior do Rio Grande do Sul tomada de Laguna.